# Phorbia kochai
Phorbia kochai este o specie de muște din genul Phorbia, familia Anthomyiidae, descrisă de Masayoshi Suwa în anul 1974. Conform Catalogue of Life specia Phorbia kochai nu are subspecii cunoscute.